# Daniela Kessler
Pour les articles homonymes, voir Kessler.
Daniela Kessler est une skieuse alpine autrichienne.

## Championnats du Monde
- Championnats du monde de ski alpin 1931 à Mürren  Suisse:
  -  Médaille de bronze en Slalom[1].